# Башня Ворденклиф

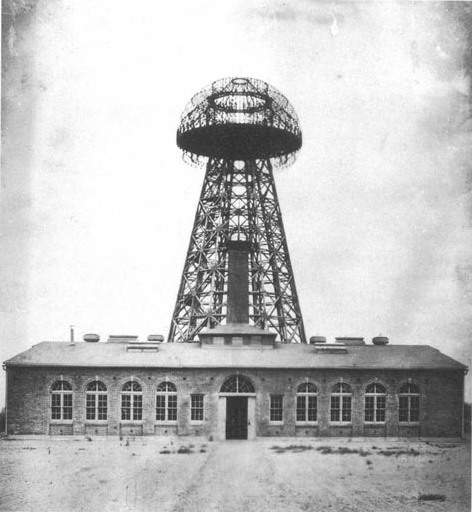
Башня Ворденклиф на фото 1904 года

Башня Ворденклиф (англ. Wardenclyffe Tower, 1901—1917, также известная как «Башня Теслы») — первая беспроводная телекоммуникационная башня, созданная Николой Теслой и предназначавшаяся для некоммерческой трансатлантической телефонии, радиовещания, и демонстрации беспроводной передачи электроэнергии. Первые полномасштабные испытания башни-резонатора прошли 15 июня 1903 года ровно в полночь по местному времени.
Башня была названа в честь Джеймса С. Вордена (James S. Warden), западного юриста и банкира, который приобрел землю для строительства башни в Шорем, Лонг-Айленд, около 60 миль от Манхэттена. Здесь он построил курорт, известный как Ворденклиф-на-проливе (Wardenclyffe-On-Sound). Ворден считал, что строительство «всемирной системы» Теслы приведет к росту «Радио-города». Он предложил Тесле 200 акров (81 га) земли рядом с железной дорогой, на которой тот смог бы построить свою беспроводную телекоммуникационную башню и разместить лабораторию.

## История
Никола Тесла начал планировать башню Ворденклиф в 1898 году, а в 1901 году началось строительство около пролива Лонг-Айленд. Архитектор Стэнфорд Уайт построил основное здание лаборатории. Сама башня была построена У. Д. Кроу, партнёром Уайта. Финансирование строительства предоставили влиятельные промышленники и другие венчурные капиталисты. Проект поддержал богач Дж. П. Морган, инвестировавший $150.000 в лабораторию (более $3 млн в ценах 2009 года).
В июне 1902 года Тесла перенёс свою лабораторию с улицы Хьюстон-стрит 46, Манхэттен, в Ворденклиф. Однако в 1903 году, когда башня была почти закончена, она всё ещё не функционировала из-за последних доводок конструкции. В дополнение к коммерческой беспроводным телекоммуникациям Тесла намеревался продемонстрировать передачу электроэнергии без проводов. Поскольку это могло обрушить рынок и предоставить всем желающим бесплатную электроэнергию, Дж. П. Морган, акционер первой в мире Ниагарской ГЭС и медных заводов, решил отказаться от дальнейшего финансирования. Издержки строительства превзошли бюджет, предоставленный Дж. П. Морганом, а другие финансисты неохотно предоставляли деньги (другим основным финансистом Николы Теслы был Джон Джекоб Астор). К июлю 1904 года Дж. П. Морган с другими инвесторами окончательно решили отказаться от дальнейшего финансирования. Дж. П. Морган также предостерег других инвесторов от продолжения проекта. В мае 1905 года патенты Теслы на двигатели переменного тока и другие методы передачи электроэнергии истекли, что привело к прекращению платежей гонораров и вызвало серьёзное сокращение финансирования строительства башни Ворденклиф.
До 1917 года башня стояла, не используясь. Правительство США, опасаясь, что башня станет маяком для германских кораблей, приняло решение о её демонтаже. Качество строительства было таковым, что сделать это удалось только с помощью взрыва.

## Оборудование башни
Башня представляла собой оригинальную деревянную конструкцию. Она несла на себе две катушки — одна на вершине, другая ближе к основанию. Первая должна иметь большой диаметр и быть намотана из максимально толстого провода для того, чтобы сократить омические потери на нагрев проводника (закон Джоуля-Ленца), последующая часть должна иметь тем меньший диаметр, чем ближе к концу. Это необходимо для того, чтобы снизить собственную емкость катушки в той части, где потенциал будет достаточно высок. Соблюдение этих, а также ряда других условий обеспечивает малое демпфирование, то есть малое затухание колебаний.

## Всемирная беспроводная система

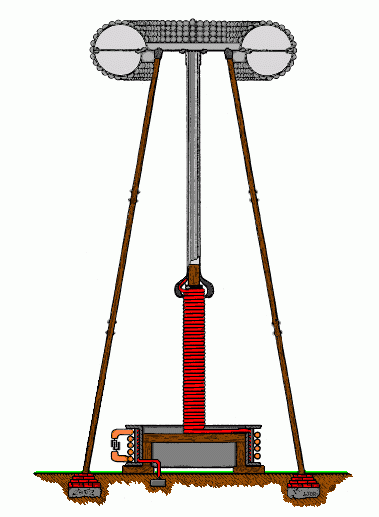
Конструкция передающей катушки Теслы
'

Ранние эксперименты известного сербского изобретателя Николы Теслы касались распространения обычных радиоволн, то есть «волн Герца», электромагнитных волн, распространяющихся в пространстве.
Одним из условий создания всемирной беспроводной системы является строительство резонансных приёмников. Заземлённый винтовой резонатор катушки Теслы и расположенный на возвышении терминал могут быть использованы в качестве таковых. Тесла лично неоднократно демонстрировал беспроводную передачу электрической энергии от передающей к приемной катушке Теслы. Это стало частью его беспроводной системы передачи (патент США № 1119732, Аппарат для передачи электрической энергии, 18 января 1902 г.).
Тесла предложил установить более тридцати приёмо-передающих станций по всему миру. В этой системе приемная катушка действует как понижающий трансформатор с высоким выходным током. Параметры передающей катушки тождественны приёмной.
Целью мировой беспроводной системы Теслы являлось совмещение передачи энергии с радиовещанием и направленной беспроводной связью, которое бы позволило избавиться от многочисленных высоковольтных линий электропередачи, и содействие объединению электрических генерирующих мощностей в глобальном масштабе.

## Соответствующие патенты
Патенты Теслы
- «Electrical Transformer,» U.S. Patent 593 138, 2 ноября 1897
- "Method Of Utilizing Radiant Energy, " U.S. Patent 685 958 5 ноября 1901
- "Method of Signaling, " U.S. Patent 723 188, 17 марта 1903
- "System of Signaling, " U.S. Patent 725 605, 14 апреля 1903
- «Art of Transmitting Electrical Energy Through the Natural Mediums,» U.S. Patent 787 412, 18 апреля 1905
- «Apparatus for Transmitting Electrical Energy,» January 18, 1902, U.S. Patent 1 119 732, 1 декабря 1914

См. также: Список патентов Николы Теслы
Прочие патенты
- Hansell, U.S. Patent 2 389 432, Communication system by pulses through the Earth.
- Leydorf, G. F., U.S. Patent 3 278 937, «Antenna near field coupling system». 1966.